# Teorie genderových skel
Teorii genderových skel (možno rovněž nazývat „teorie optických skel kultury“) definovala Sandra Bem ve své
knize „The Lenses of Gender: Transforming the Debate on Sexual Inequality”. Zabývá se skrytými předpoklady o pohlaví a genderu zakotvené v kulturních diskurzech, společenských institucích a psychice jednotlivců, které neviditelně a systematicky reprodukují genderovou nerovnost v generaci za generací již několik století. Tato skla ovlivňují, jak lidé vnímají, představují si a chápou sociální realitu. Jsou zabudována v sociálních institucích, proto také formují více materiální věci (jako například nerovnost platu nebo nedostatečnou pečovatelskou službu, které tvoří sociální realitu samotnou). Skla pevně začleněná v kulturním diskurzu a společenských institucích se dostávají do našich psychik a vedou nás k budování našich osobností, identit a sexualit, které jsou s nimi v souladu. Hlavním cílem je odhalit a zničit tato skla na kulturní i individuální úrovni. Jejich místo musí nahradit nové společenské a ideologické formy.
Teorie optických skel kultury není zaměřena pouze na rozdíly mezi muži a ženami (a znevýhodnění žen), nýbrž také na sexuální menšiny (zabývá se rovněž utlačováním homosexuálů), chudé lidi, či rozdílnost etnických skupin.

## Rozlišení optických skel kultury
Americká a západní kultura se vyznačuje třemi genderovými skly: androcentrismem, genderovou polarizací a biologickým  esencialismem.
Tato 3 genderová skla poskytují základ pro teorii toho jak se biologie, kultura a psychika vzájemně ovlivňují
v historickém kontextu, aby systematicky reprodukovaly genderovou nerovnost.
- Androcentrismus

Prvním genderovým sklem zakořeněným v kulturním diskurzu, sociálních institucích a psychice jednotlivců je androcentrismus, tedy „mužostřednost". Bem tvrdí, že se nejedná pouze o historickou zevrubnou představu, že muži jsou v podstatě nadřazeni ženám, ale o ideologii založenou na základě této představy. Definice mužů a mužských zkušeností jsou považovány za standard či normu, zatímco ženy a ženské zkušenosti jsou vnímány jako deviace od této základní normy. Podle Bem tedy není pravda, že by muž byl nadřazený ženě; pravdou je, že muž je vnímán jako člověk a žena jako „to jiné“.
- Genderová polarizace

Dalším genderovým sklem je tzv. genderová polarizace. Toto sklo ustavuje chápání feminity a maskulinity rovněž jako vrozené a principiálně protikladné. Rozdílnost mužů a žen díky tomuto sklu prochází organizací celé společnosti a je vepsána do každého aspektu lidské zkušenosti - žena jako „ochránkyně rodinného krbu“ vs. muž jako „živitel rodiny“, emocionalita ženy vs. racionalita muže,… Nejde ovšem pouze o dělení lidí na muže a ženy, nýbrž i o dělení věcí (např. oblečení, dětských hraček), činností či některých sociálních rolí na mužské a ženské. Vnímání genderové polarizace je částečně podmíněno lepším pochopením kulturních genderových stereotypů, čili roste s věkem (ačkoliv začíná formovat život každého z nás už od narození).
- Biologický esencialismus

Třetím genderovým sklem (podle Bem) je tzv. biologický esencialismus, který vysvětluje a legitimizuje obě další skla jako přirozené a nevyhnutelné důsledky biologické podstaty žen a mužů. Androcentrismus a genderová polarizace jsou tedy podle něj vrozené a biologicky dané.
Bem nepopírá biologická fakta, ale tvrdí, že význam, který je jim připisován, je závislý na způsobu, jakým je kultura interpretuje a používá.
Bem dokumentuje a odhaluje dlouhodobou tendenci biologických teoretiků vysvětlovat společenské a ekonomické nerovnosti mezi pohlavími biologickými zákony. Upozorňuje na přílišný důraz, který je kladen na biologii, a tvrdí, že tyto nerovnosti jsou historicky vykonstruované a tedy pozměnitelné.